# Вјенцборк
Вјенцборк (пољ. Więcbork) град је у Пољској у Војводству кујавско-поморском. По подацима из 2012. године број становника у месту је био 6013.
.

## Становништво
| 2012. |
| ----- |
| 6.013 |